# Philip Webb

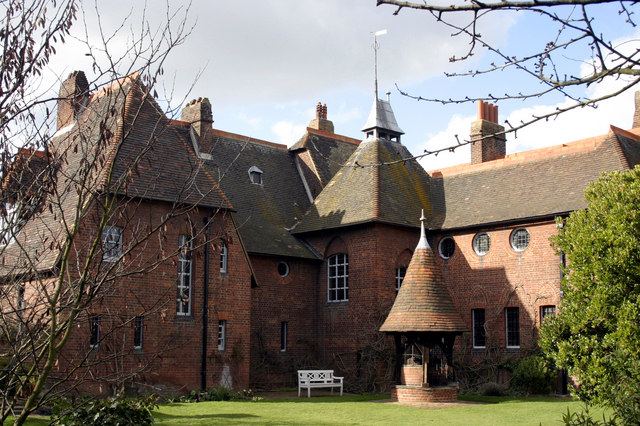
Red House, Bexleyheath, diseñada por Webb para William Morris

Philip Speakman Webb (Oxford, 12 de enero de 1831-Worth, Sussex, 17 de abril de 1915) fue un arquitecto y diseñador británico, exponente del estilo Arts & Crafts. Colaboró durante la mayor parte de su vida con William Morris.

## Biografía
Trabajó en el estudio del arquitecto George Edmund Street, hasta que en 1858 se estableció por su cuenta. En 1859 proyectó la Red House (Bexleyheath) para William Morris, donde diseñó tanto el edificio como el mobiliario, en un estilo austero, primitivista, remarcando el carácter práctico y sencillo de las obras. Al año siguiente ingresó en la firma Morris, Marshall, Faulkner and Company, de la que fue diseñador de muebles, joyas, vidrios, bordados y metalistería.
Junto a Morris, John Ruskin y Charles Robert Ashbee fue uno de los fundadores del movimiento Arts & Crafts, una corriente que defendía una revalorización del trabajo artesanal y propugnaba el retorno a las formas tradicionales de fabricación, estipulando que el arte debe ser tan útil como bello. En general, estos artistas abandonaron el neogótico por un estilo más sencillo, ligero y elegante, inspirado en parte en el estilo Reina Ana. En la década de 1890 se recibió la influencia modernista, pero entonces Webb propugnó el retorno a un estilo más rústico y austero.
La arquitectura de Webb era sencilla y funcional, basada en técnicas tradicionales y materiales autóctonos, en la integración del edificio en el paisaje circundante y en la libertad de estilo, conceptos que influyeron en la arquitectura racionalista del siglo XX.
Webb creó un tipo de mobiliario recio y macizo, de carpintería vista, generalmente de madera de roble, decorada a veces con pintura, cuero o escayola. También experimentó con nuevos materiales como el hierro, y diseñó para sí mismo una cama de hierro forjado.
En 1875 se reorganizó la empresa de Morris y Webb renunció a su parte, aunque continuó realizando diseños para la misma.
Hacia 1900 el movimiento Arts & Crafts se fue diluyendo, principalmente por la contradicción generada por el hecho de que su producción artesanal encarecía el producto y solo podían vender a clientela selecta, lo que chocaba con su ideario cercano al socialismo utópico, mientras que para llegar a las masas habrían tenido que recurrir a la fabricación seriada, lo que contravenía su defensa de la artesanía manual.

## Obras
- Red House, Bexleyheath (1859)

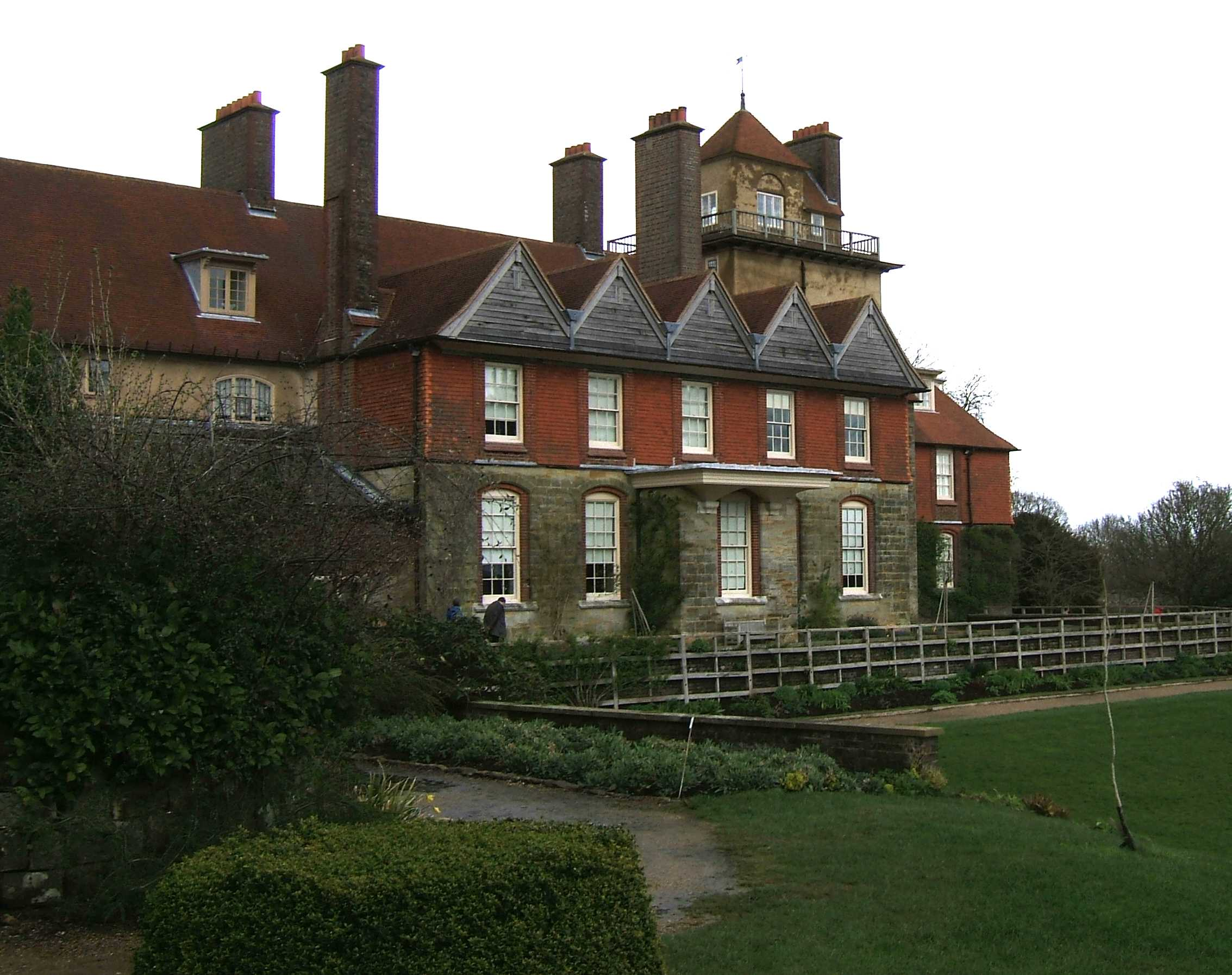
Standen, West Sussex (1892-1894)

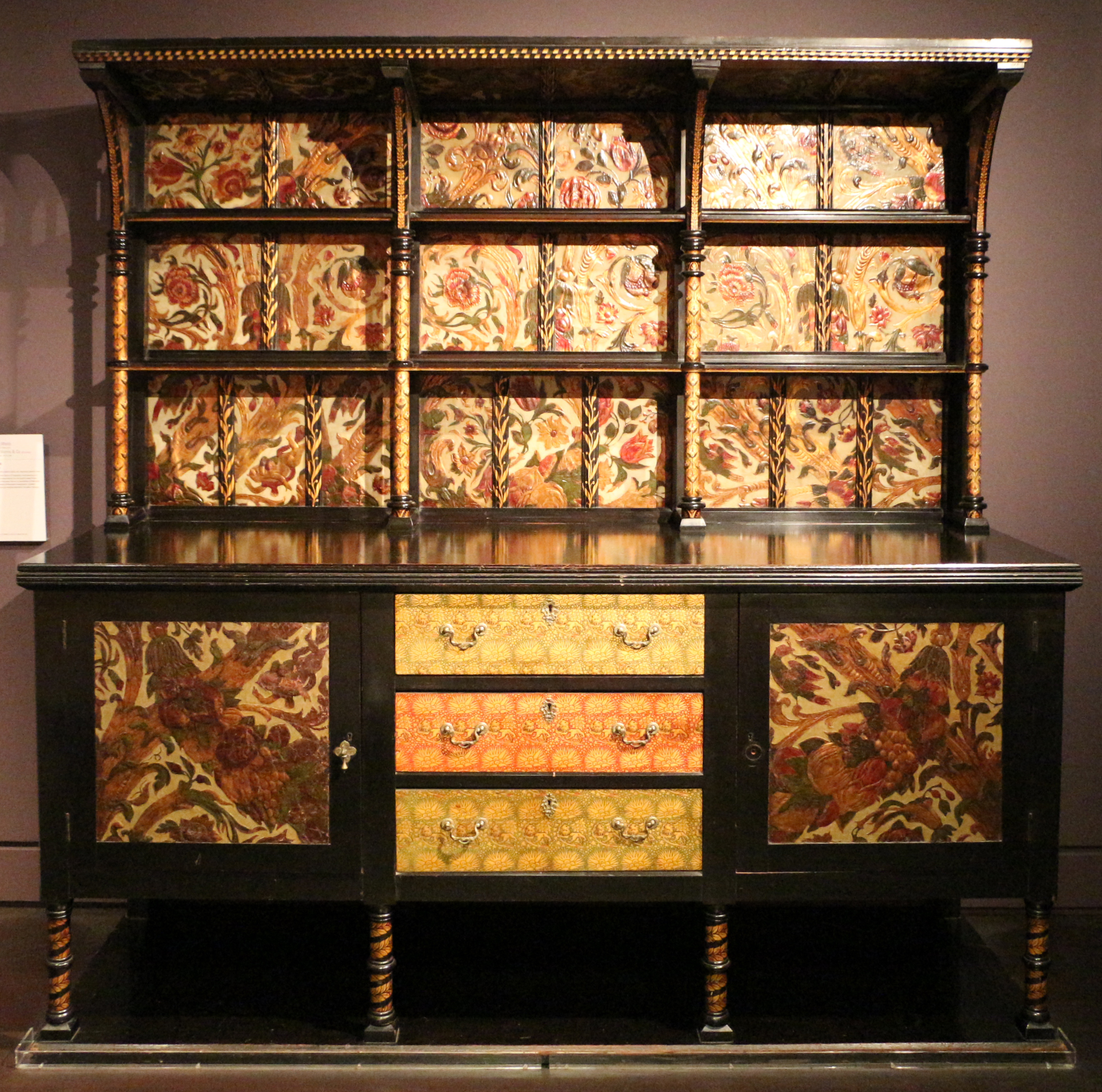
Buffet (1880), Museo de Orsay, París

- Sandroyd, actual Benfleet Hall, Cobham, Surrey (1860)
- Ala Cranmer Hall, Fakenham (1860)
- 91-101 Worship St, Londres (1862)
- Arisaig House, Highland (1863)
- All Saints' and St Richard's Church de la England Primary School, Old Heathfield, East Sussex (1864)
- 1 Palace Green, Londres (1868)
- Red Barns House, Redcar (1868)
- 19 Lincoln's Inn Fields, Londres (1868)
- The West House, 35 Glebe Place, Chelsea, Londres (1868-1869)
- Joldwynds, Holmbury St Mary, Surrey (1874)
- Smeaton Manor, Yorkshire (1878)
- Four Gables, Green Lane House, Brampton, Cumbria
- St Martin's Church, Brampton (1878)
- Conyhurst, Surrey (1885)
- Clouds House, Wiltshire (1886)
- Naworth Castle, Cumbria
- Standen, West Sussex (1892-1894)
- Oficinas Bell & Co Ltd, Zetland Rd, Middlesbrough (1891)
- Rounton Grange, cerca de Middlesbrough
- Forthampton Court, Forthampton, Gloucestershire (1889-1892)
- Berkeley Castle, Gloucestershire (1874–1877)